# Libá
Libá (in tedesco Liebenstein) è un comune della Repubblica Ceca facente parte del distretto di Cheb, nella regione di Karlovy Vary.
Il nome del paese è stato cambiato due volte: inizialmente si chiamava Liebenstein, in seguito fu denominato Libštejn ed oggi si chiama, per l'appunto, Libá.

## Geografia fisica

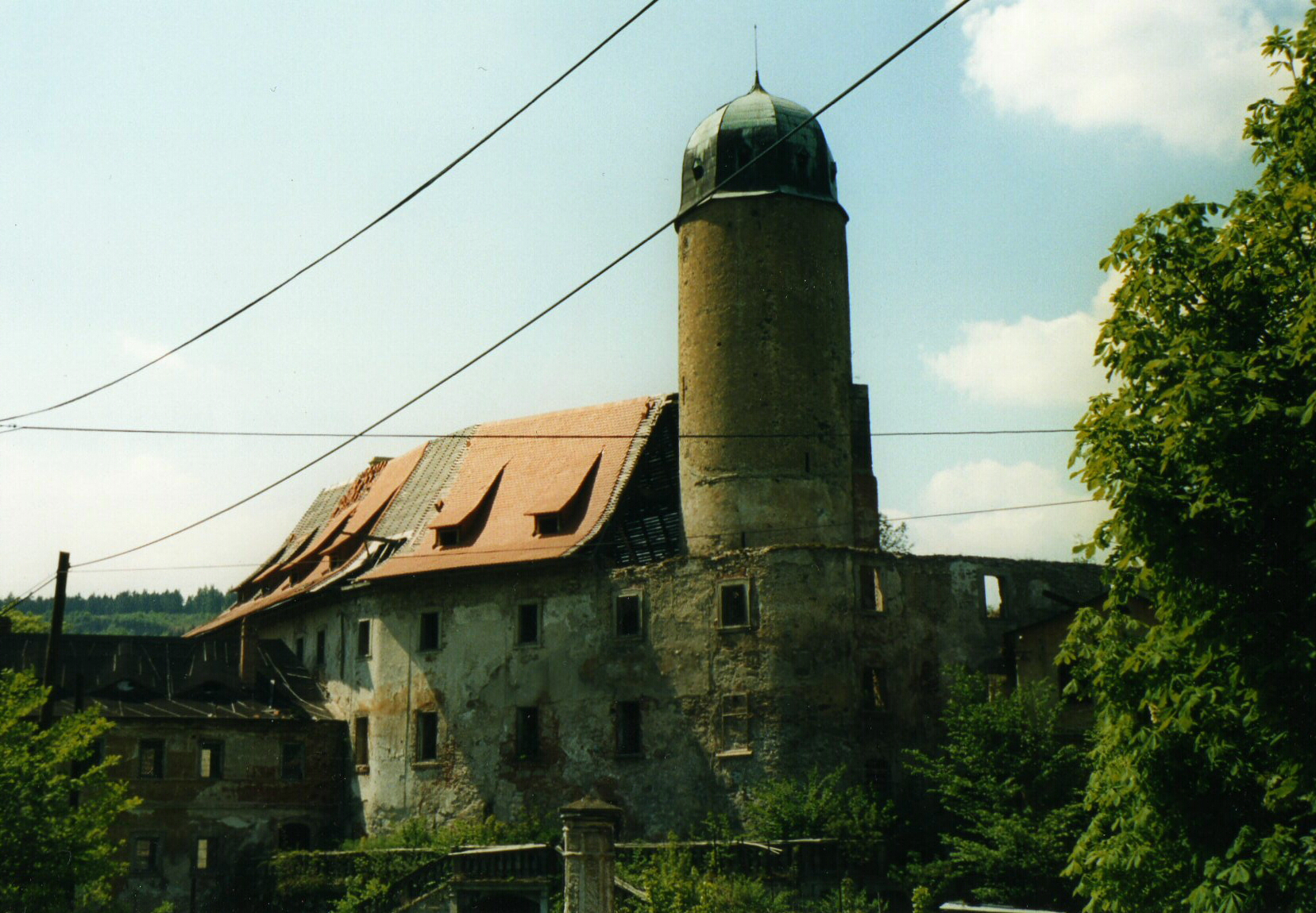
Castello di Libá.

La città si trova a 508 metri s.l.m., lungo un torrente, a 12 km a nord di Cheb. Ad ovest si trova la montagna Blatná (640 m), nel parco Smrčiny. I comuni limitrofi sono Podílná a nord, Táborská ad est-nordest e Hohenberg an der Eger a sud. La città più vicina è a circa 8 km in linea d'aria a nord-ovest dalla città.
Nel sud del comune si trova la riserva naturale Rathsam, che comprende l'area alla foce del fiume Röslau, la diga Skalka e le rovine della fortezza Pomezná.

## Storia

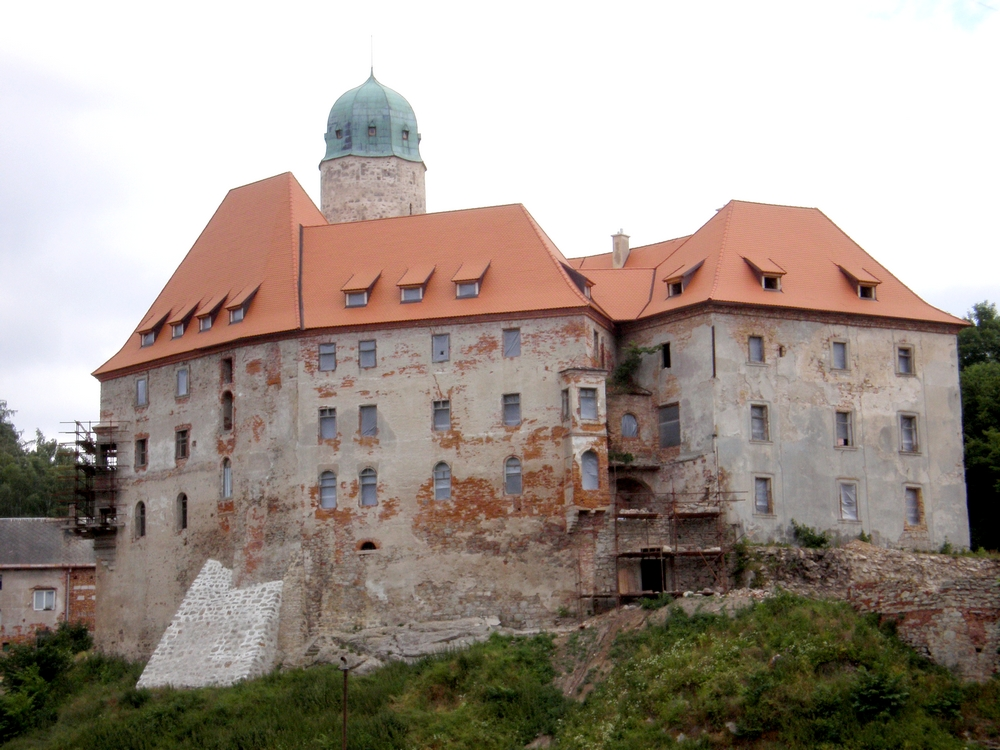
Castello di Libá.

La fonte scritta più antica della città risale al 1264, quando Rupert di New Liebstein fu giudice a Eger.
Trent'anni dopo la guerra, le truppe svedesi nel 1647 con Carl Gustaf Wrangel e Arvid Wittenberg devastarono il castello, del quale, nel 1719, iniziò la ricostruzione.
Dopo la seconda guerra mondiale, gli abitanti tedeschi furono cacciati. Il palazzo è stato nazionalizzato e utilizzato dall'esercito cecoslovacco. Nel 1950, il nome del paese è cambiato da Libstejn a Libá.

## Monumenti
- Castello di Libá

## Geografia antropica

### Frazioni
- Libá
- Hůrka (Riehm)